# Portugal op het Eurovisiesongfestival 2024
Portugal nam deel aan het Eurovisiesongfestival 2024 in Malmö, Zweden. Het was de 56ste deelname van het land aan het Eurovisiesongfestival. De RTP was verantwoordelijk voor de Portugese inzending voor de editie van 2024. Iolanda was de Portugese afgevaardigde en bereikte in de finale in Malmö de 10e plaats met het lied Grito.

## Selectieprocedure
Op 18 januari 2024 maakte omroep RTP de 20 nummers openbaar die gingen deelnemen aan Festival da Canção 2024. Op zaterdag 24 februari en op zaterdag 2 maart werden de twee halve finales uitgezonden en op 9 maart vond de finale plaats waarbij de inzending voor Malmö werd gekozen. Uit iedere halve finale gingen zes liedjes door naar de finale, die daardoor uit 12 kandidaten bestond.
Iolanda werd uiteindelijk als winnares uitgeroepen met haar lied Grito. De vooraf al als grote favoriet getipte zangeres, won de jurystemming, maar werd tweede in de televoting. João Borsch won de televoting, maar werd slechts vijfde bij de jury’s en eindigde daardoor uiteindelijk als tweede. De derde plek was weggelegd voor Leo Middea.

### Deelnemers
| Artiest                 | Lied                   | Text & muziek                                                                                    |
| ----------------------- | ---------------------- | ------------------------------------------------------------------------------------------------ |
| Bispo                   | Casa portuguesa        | Pedro Bispo                                                                                      |
| Buba Espinho            | O farol                | Bernardo Espinho                                                                                 |
| Cristina Clara          | Primavera              | Cristina Clara, Jon Luz                                                                          |
| Filipa                  | You Can't Hide         | Filipa, Marie Jenkins, Rich Pilkington                                                           |
| Huca                    | Pé de choro            | Bruno Huca, Milton Gulli                                                                         |
| Iolanda                 | Grito                  | Iolanda, Luar                                                                                    |
| João Borsch             | ...Pelas costuras      | João Borsch                                                                                      |
| João Couto              | Quarto para um         | João Couto                                                                                       |
| Left.                   | Volto a ti             | António Maciel Graça                                                                             |
| Leo Middea              | Doce mistério          | Leo Middea                                                                                       |
| Maria João              | Dia                    | João Farinha,Maria João                                                                          |
| Mela                    | Água                   | Mela                                                                                             |
| Mila Dores              | Afia                   | Filipe Sambado, Mila Dores                                                                       |
| Nena                    | Teorias da conspiração | Nena Marques                                                                                     |
| Noble                   | Memory                 | Noble, Rui Saraiva                                                                               |
| No Maka feat. Ana Maria | Aceitar                | Ana Maria Ramos, Duarte Carvalho, Emanuel Oliveira, Mara Cortez, Marcelo Garrido, Rafael Martins |
| Perpétua                | Bem longe daqui        | Beatriz Capote, Diogo Rocha, Ruben Teixeira, Xavier Sousa                                        |
| Rita Onofre             | Criatura               | Rita Onofre                                                                                      |
| Rita Rocha              | Pontos finais          | Rita Rocha                                                                                       |
| Silk Nobre              | Change                 | Artur Guimarães, Fernando Nobre, Rui Pedro Pity                                                  |

## In Malmö
Portugal zat in Malmö in de eerste halve finale op dinsdag 7 mei. De zangeres stootte door naar de finale, waar het een knappe 10de plaats kreeg. Vooral de jury's waren fan van de zangeres. De Britse, Kroatische en Franse jury's gaven 12 punten aan Grito. 
1964 · 1965 · 1966 · 1967 · 1968 · 1969 · 1970 · 1971 · 1972 · 1973 · 1974 · 1975 · 1976 · 1977 · 1978 · 1979 · 1980 · 1981 · 1982 · 1983 · 1984 · 1985 · 1986 · 1987 · 1988 · 1989 · 1990 · 1991 · 1992 · 1993 · 1994 · 1995 · 1996 · 1997 · 1998 · 1999 · 2000 · 2001 · 2002 · 2003 · 2004 · 2005 · 2006 · 2007 · 2008 · 2009 · 2010 · 2011 · 2012 · 2013 · 2014 · 2015 · 2016 · 2017 · 2018 · 2019 · 2020 · 2021 · 2022 · 2023 · 2024 · 2025
Albanië · Armenië · Australië · Azerbeidzjan · België · Cyprus · Denemarken · Duitsland · Estland · Finland · Frankrijk · Georgië · Griekenland · Ierland · IJsland · Israël · Italië · Kroatië · Letland · Litouwen · Luxemburg · Malta · Moldavië · Nederland · Noorwegen · Oekraïne · Oostenrijk · Polen · Portugal · San Marino · Servië · Slovenië · Spanje · Tsjechië · Verenigd Koninkrijk · Zweden · Zwitserland